# ڳ
Gāf deux points verticaux souscrits ‹ ڳ › est une lettre additionnelle de l’alphabet arabe utilisé dans l’écriture de l’od, du sindhi et du saraiki. Elle est composée d’un gāf ‹ گ › diacrité de deux points verticaux souscrits.

## Utilisation
En sindhi et saraiki écrits avec l’alphabet arabe, ‹ ڳ › représente une consonne occlusive injective vélaire [ɠ], transcrite yaghh ‹ ॻ › avec la devanagari.